# 光芒萬丈 (歌曲)
《光芒萬丈》（英語：Ray of Light）是美国女歌手瑪丹娜1998年專輯《光芒萬丈》（英語：Ray of Light）中的同名單曲。〈光芒萬丈〉在美國告示牌單曲榜最高名次為第5名，在英國單曲榜上為第2名。該單曲曾於2001年獲得微軟公司青睞，成為旗下新產品Windows XP的電視廣告配樂。

## 內容

### 歌曲簡介
瑪丹娜於1998年3月3日發行第七張錄音室專輯《光芒萬丈》（英語：Ray of Light），同名單曲〈光芒萬丈〉是該專輯繼首支單曲〈冷若冰霜〉（英語：Frozen）之後所推出的第二支單曲，於1998年5月6日發行。
〈光芒萬丈〉改編自寇蒂斯·马尔登的一首民謠《Sepheryn》。瑪丹娜與製作人威廉·歐位元在电子舞曲中揉合了铁克诺、出神、欧陆舞曲和迪斯科等曲風，並加入摇滚音乐編曲，大量使用了電吉他與合成器，和一些聲音如口哨、車輛喇叭及铃铛的元素。歌词主题则是关于自由。該曲发行后受到了乐评的好评，乐评称赞了其夜店风格，电子乐声和歌词的成熟及“情感上的温暖”。
〈光芒萬丈〉的音樂錄影帶由瑞典导演喬納斯・阿克倫德拍攝，在MV裏瑪丹娜的身影迅速地出現在世界各地的城市中。影片的創作視覺靈感來自高佛雷·雷吉奧1982年的電影《機械生活》。不久，意大利导演史蒂芬劳·薩爾瓦提（Stefano Salvati）指控MV抄袭自己1994年執导歌手班吉歐·安東納奇影片的概念。

### 商業成績
〈光芒萬丈〉在1998年7月11日首週進入告示牌百大單曲榜且空降第5名，成為瑪丹娜單曲的首週最佳紀錄，而這也是〈光芒萬丈〉在榜上獲得的最高名次。〈光芒萬丈〉在單曲榜內一共停留了20週，並獲美國唱片業協會認證銷售為金唱片（銷售數字達50萬張）。單曲除了在英國獲得亞軍，在加拿大和義大利也都進入了前5名。
〈光芒萬丈〉的音樂錄影帶在1998年MTV音樂錄影帶大獎中一口氣奪得“年度最佳音樂錄影帶”、“最佳導演”、“最佳女歌手”、“最佳編舞”、“最佳剪輯”以及“最佳特效”六項大獎，是瑪丹娜的歌唱生涯中榮獲最多MTV音樂錄影帶獎的單曲。
〈光芒萬丈〉也在1999年第41屆葛萊美獎中獲得“最佳舞曲錄製”和“最佳音樂錄影帶”兩項大獎。

### 單曲收錄
〈光芒萬丈〉最早收錄1998年《光芒萬丈》（英語：Ray of Light）專輯中。而後亦分別收錄於瑪丹娜2001年的第三張精選輯《就是娜》（英語：GHV2）及2009年的第四張精選輯《娜經典》（英語：Celebration）中。

## 曲目列表
| 美国12英寸黑胶 - A "Ray of Light" (Sasha's Strip Down Mix) – 5:00 - B "Ray of Light" (Orbit's Ultra Violet Mix) – 6:59 美国2 x 12英寸黑胶 - A1 "Ray of Light" (Sasha's Ultraviolet Mix) – 10:43 - A2 "Ray of Light" (Sasha's Strip Down Mix) – 5:00 - B1 "Ray of Light" (Victor Calderone Club Mix) – 9:29 - B2 "Ray of Light" (William Orbit Liquid Mix) – 8:06 - C1 "Ray of Light" (Sasha Twilo Mix) – 10:58 - C2 "Ray of Light" (Victor Calderone Drum Mix) – 5:26 - D1 "Ray of Light" (Orbit's Ultra Violet Mix) – 6:59 - D2 "Ray of Light" (Album Version) – 5:19 欧洲12英寸黑胶 - A1 "Ray of Light" (Sasha's Ultraviolet Mix) – 10:43 - A2 "Ray of Light" (William Orbit Liquid Mix) – 8:06 - B1 "Ray of Light" (Victor Calderone Club Mix) – 9:29 - B2 "Ray of Light" (Album Version) – 5:19 | 欧洲CD单曲 1. "Ray of Light" (Album Version) – 5:19 2. "Has To Be" (Non-Album Track) – 5:15 3. "Ray of Light" (Sasha's Ultraviolet Mix) – 10:43 美国7英寸黑胶 / 美国CD单曲 / 澳大利亚CD单曲 / 日本CD单曲 / 英国卡带单曲 1. "Ray of Light" (Album Version) – 5:19 2. "Has To Be" (Non-Album Track) – 5:15 美国双面CD / 澳大利亚双面CD / 欧洲双面CD / 日本双面CD / 英国CD单曲 1 1. "Ray of Light" (Album Version) – 5:19 2. "Ray of Light" (Sasha's Ultraviolet Mix) – 10:43 3. "Ray of Light" (William Orbit Liquid Mix) – 8:06 4. "Ray of Light" (Victor Calderone Club Mix) – 9:29 英国CD单曲 2 1. "Ray of Light" (Sasha Twilo Mix) – 10:58 2. "Ray of Light" (Sasha's Strip Down Mix) – 5:00 3. "Ray of Light" (Victor Calderone Drum Mix) – 5:26 4. "Ray of Light" (Orbit's Ultra Violet Mix) – 6:59 |

## 制作组
- Madonna – 主唱、词曲创作、制作
- William Orbit – 词曲创作、制作
- Clive Muldoon – 词曲创作
- Dave Curtis – 词曲创作
- Christine Leach – 词曲创作
- Pat McCarthy – 工程

制作组名单摘自《光芒万丈》专辑内页。

## 榜单成绩与销售认证
| 榜单 （1998年）              | 最高 排位 |
| ---------------------------- | --------- |
| 澳大利亚单曲榜               | 6         |
| 奥地利单曲榜                 | 31        |
| 比利时单曲榜 (佛兰德斯)      | 25        |
| 比利时单曲榜 (瓦隆尼亚)      | 33        |
| 加拿大RPM单曲榜              | 3         |
| 荷兰40强单曲榜               | 17        |
| 欧洲百强单曲榜               | 9         |
| 芬兰单曲榜                   | 2         |
| 法国单曲榜                   | 18        |
| 德国单曲榜                   | 28        |
| 爱尔兰单曲榜                 | 16        |
| 意大利单曲榜                 | 2         |
| 新西兰单曲榜                 | 9         |
| 西班牙单曲榜                 | 1         |
| 瑞典单曲榜                   | 14        |
| 瑞士单曲榜                   | 32        |
| 英国单曲榜                   | 2         |
| 美国告示牌百强单曲榜         | 5         |
| 美国告示牌热门夜店舞曲单曲榜 | 1         |

| 榜单 （1998年）      | 排位 |
| -------------------- | ---- |
| 澳大利亚单曲榜       | 57   |
| 法国单曲榜           | 93   |
| 英国单曲榜           | 47   |
| 美国告示牌百强单曲榜 | 75   |

| 地區                                  | 认证 | 认证单位/销量 |
| ------------------------------------- | ---- | ------------- |
| 澳大利亚（澳大利亚唱片业协会）        | 金   | 35,000^       |
| 英国（英国唱片业协会）                | 银   | 275,000^      |
| 美国（美國唱片業協會）                | 金   | 500,000^      |
| *僅含認證的實際銷量 ^僅含認證的出貨量 |      |               |